# Gorg Negre (Èvol)
El Gorg Negre és un estany d'origen glacial, o gorg, del terme comunal d'Oleta i Èvol, a la comarca del Conflent, de la Catalunya del Nord.
És el més occidental dels "gorgs de Noedes" (els altres són dins del terme veí de Noedes). És a l'extrem septentrional del terme comunal d'Oleta i Èvol.
Jacint Verdaguer canta el Gorg Negre, juntament amb el Gorg Blau i el Gorg Estelat, que són en terme de Noedes, en el cant XII del poema Canigó:
| «                                    | Adéu, los de Noedes, Estany Negre, Estany Blau i l'Estelat, espills d'eixes pinedes i d'eix cel de safir immaculat! | » |
| — Jacint Verdaguer, Canigó, Cant XII | |   |